# Nemoria virididiscata
Nemoria virididiscata är en fjärilsart som beskrevs av Paul Dognin 1923. Nemoria virididiscata ingår i släktet Nemoria och familjen mätare. Inga underarter finns listade i Catalogue of Life.